# Предијера Сопра (Болоња)
Предијера Сопра (итал. Prediera Sopra) је насеље у Италији у округу Болоња, региону Емилија-Ромања.
Према процени из 2011. у насељу је живело 32 становника. Насеље се налази на надморској висини од 594 м.